# The Lancet
The Lancet (рус. «Ланцет») — британский еженедельный рецензируемый общий медицинский журнал. Один из наиболее известных, старых и самых авторитетных общих журналов по медицине. The Lancet был основан в 1823 году Томасом Уокли — английским хирургом, назвавшим его в честь ланцета —  хирургического инструмента. В нём публикуются оригинальные исследовательские и обзорные статьи, передовые статьи, обзоры книг, корреспонденция, новостные обзоры и истории болезни. The Lancet был куплен Elsevier в 1991 году. С 1995 года главным редактором становится Ричард Хортон. У журнала есть редакционные офисы в Лондоне, Нью-Йорке и Пекине.

## Влияние
В 2012 году организацией Journal Citation Reports импакт-фактор журнала был оценён как второй среди общих медицинских журналов на уровне в 39,06 баллов, после The New England Journal of Medicine, имевшего оценку в 51,658.

## Специализированные журналы
The Lancet также имеет несколько специализированных журналов, каждый из которых носит родительское имя: The Lancet Neurology (неврология), The Lancet Oncology (онкология), The Lancet Infectious Diseases (инфекционные заболевания), The Lancet Diabetes & Endocrinology (эндокринология) и другие. Они также публикуют оригинальные исследования и обзоры. Эти три журнала создали себе значительную репутацию как важные журналы в своих специальностях. Согласно данным Journal Citation Reports, опубликованным Thomson Reuters, импакт-фактор The Lancet Neurology равен 21,66, The Lancet Oncology 17.76, а The Lancet Infectious Diseases равен 16.14. Также существует онлайн-журнал для студентов, названный The Lancet Student.

## Выражение политических взглядов
Журнал The Lancet занимал политическую позицию по ряду важных медицинских и немедицинских вопросов. В числе последних — критика черновика отчёта ВОЗ, в котором заявлялось об эффективности гомеопатии как варианта лечения. Кроме того, в 2003 году журнал призывал поставить табак вне закона.